# Accordo anglo-russo per l'Asia

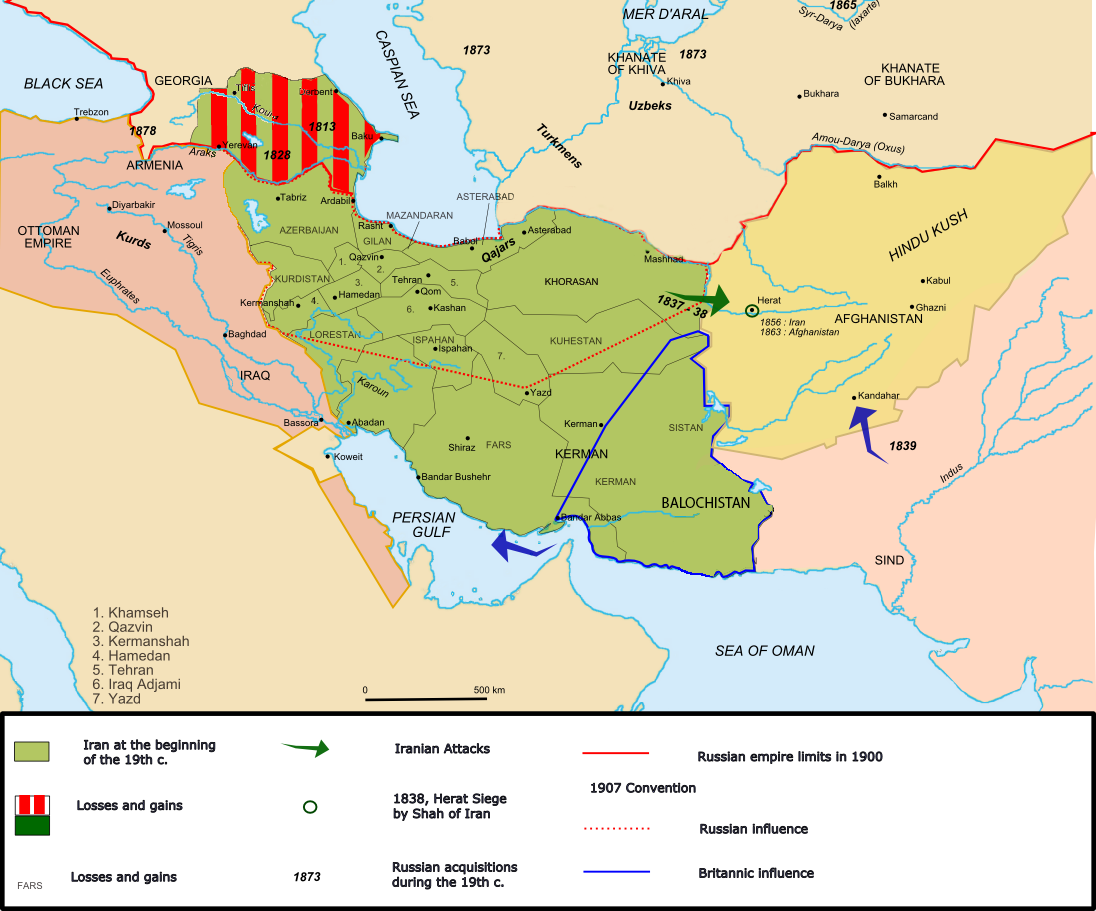
Mappa dell'Asia sudoccidentale, con in evidenzia i territori ceduti dall'Impero persiano all'Impero russo col trattato di Golestan (1813) e col trattato di Turkmenchay (1828) e le sfere d'influenza russa e britannica reciprocamente riconosciute nella regione.

L'accordo anglo-russo per l'Asia, anche conosciuto come entente anglo-russa (entente in francese: "intesa") fu firmato a San Pietroburgo il 31 agosto 1907 da Regno Unito e Russia per il reciproco riconoscimento delle sfere d'influenza coloniale in Asia.
Fu anche una risposta al riarmo della Germania e segnò la fine di contrasti, durati quasi un secolo, tra le due nazioni firmatarie in un'area che andava dalla Persia (l'attuale Iran) al Tibet. L'accordo costituì l'ultimo tassello per la formazione della Triplice intesa che comprendeva, oltre alla Gran Bretagna e alla Russia, anche la Francia.

## Gli antefatti
Fin dall'epoca napoleonica, Gran Bretagna e Russia si erano affrontate sullo scosceso territorio dell'Asia occidentale. Il conflitto, combattuto con le armi dello spionaggio e delle reciproche alleanze locali, venne chiamato il “Grande gioco”. La Gran Bretagna, mirava a creare degli Stati cuscinetto in difesa dell'India britannica. La Russia puntava a limitare il potere inglese, nonché ad espandersi per conquistare nuove opportunità commerciali e uno sbocco sull'Oceano Indiano.
Ancora al tempo del ministro degli Esteri britannico Henry Lansdowne, e cioè fino al 1905, le richieste del governo dell'India britannica per avere più soldati e fare maggiori investimenti nelle ferrovie al fine di contenere l'espansione russa, turbavano il governo conservatore inglese.

## Il contesto
Ma nel dicembre dello stesso anno, i liberali tornarono al potere con Henry Campbell-Bannerman che si dimostrò deciso a raggiungere un accordo permanente con i russi. Il nuovo ministro al  Foreign Office, sir Edward Grey, cominciò infatti a sondare le intenzioni del governo di San Pietroburgo sulle divergenze in Asia. La diminuzione della potenza russa in seguito alla sconfitta con il Giappone e alla rivoluzione del 1905, doveva rendergli le cose più facili.
D'altro canto, però, le autorità dell'India britannica facevano forti pressioni affinché Grey diffidasse di qualsiasi proposta russa; mentre il governo di San Pietroburgo subiva pressioni analoghe da parte degli anglofobi, presenti specie fra i militari. Dopo il disastro della guerra russo-giapponese, in alcuni circoli russi si era addirittura parlato di attaccare l'India britannica per risollevare il prestigio dello zar Nicola II. Molti infatti erano convinti che prima della guerra russo-giapponese gli inglesi avessero invogliato il Giappone ad attaccare la Russia.
Quanto all'opinione pubblica inglese, un grosso ostacolo era rappresentato dall'avversione per il regime autocratico di Nicola II, specie ora che la Gran Bretagna era guidata da un governo liberale. Nonostante ciò, Gran Bretagna e Russia erano ansiose di sistemare una volta per sempre la questione asiatica, di fronte all'aumento della potenza tedesca e agli anni di tensione trascorsi, che tante energie avevano disperso dei due Paesi.
I russi erano invece allarmati per la ferrovia Konya-Baghdad, in costruzione in Turchia dal 1903 con fondi tedeschi, e maggiormente per le prime avvisaglie di penetrazione tedesca in Persia. Essi temevano anche una collaborazione anglo-tedesca a loro spese in Medio Oriente, per cui ciò di cui avevano più bisogno era una zona neutrale di fronte alla loro frontiera del Caucaso.

## Il cambiamento della politica inglese
Il governo inglese di Henry Campbell-Bannerman poté contare sull'appoggio dell'opposizione per i tagli alle spese per la difesa dell'India e in tal modo sbarazzarsi di coloro che continuavano a pensare che la Russia fosse la vera minaccia. Trovò anche un autorevole appoggio nel colonnello William Robertson del Ministero della Guerra, che si batté contro l'aumento degli impegni militari della Gran Bretagna in Asia quando, a suo parere, la Germania costituiva ormai la minaccia militare più seria:
«Per secoli in passato ci siamo opposti [...] a tutte le potenze che a turno avevano aspirato alla supremazia continentale; e nel contempo, e come conseguenza, abbiamo ravvivato la nostra sfera di supremazia imperiale [...] Un nuovo predominio sta ora crescendo, il cui centro di gravità è Berlino. Qualunque cosa [...] ci aiuti a opporci a questo pericolo nuovo e formidabile sarebbe di inestimabile valore per noi».
Ciò offrì al ministro degli Esteri Edward Grey l'occasione di attuare profondi mutamenti nella politica inglese.
I negoziati, prolungatisi per mesi, riguardarono tre Paesi, cruciali per la difesa dell'India britannica: Tibet, Afghanistan e Persia.

## L'accordo

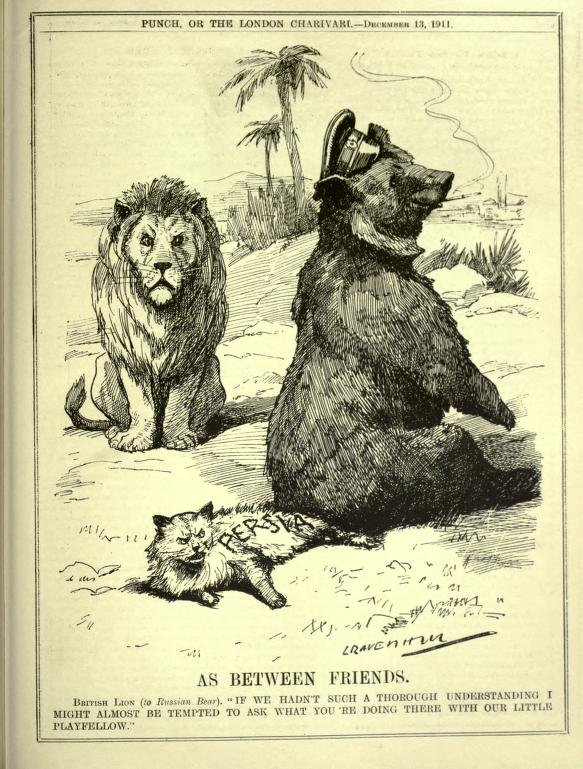
L'accordo anglo-russo visto dal giornale inglese Punch.

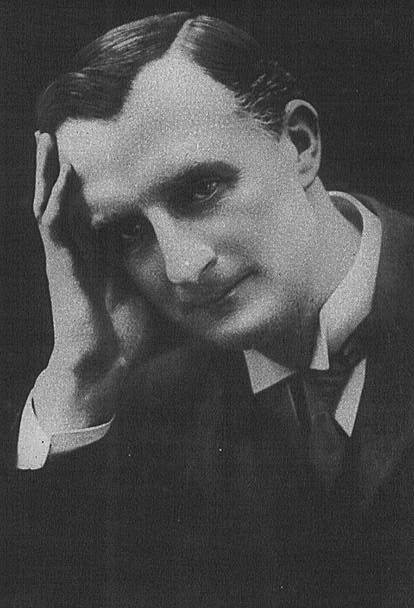
Edward Grey

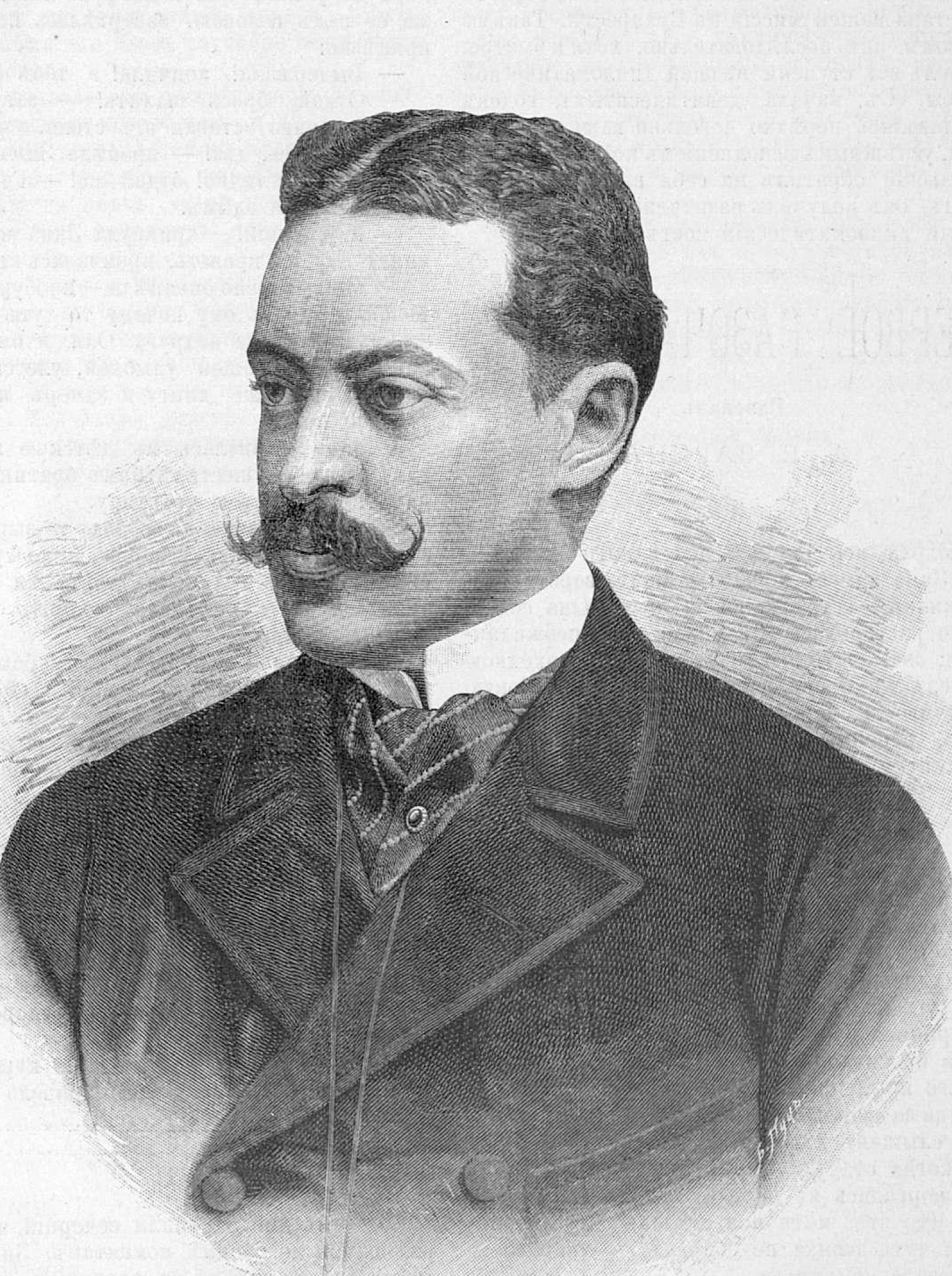
Aleksandr Petrovič Izvol'skij

Finalmente, nell'agosto 1907, dopo numerosi contrasti e battute d'arresto, Edward Grey e il corrispettivo russo, il ministro degli esteri conte Aleksandr Petrovič Izvol'skij, raggiunsero un accordo. Il 31 dello stesso mese, l'ambasciatore britannico in Russia Arthur Nicolson e il ministro Izvol'skij firmarono in segreto, a San Pietroburgo, lo storico trattato.

### Il Tibet
Riguardo al Tibet, che rientrava nella sfera d'influenza cinese fin dal XVIII secolo, Gran Bretagna e Russia convennero di astenersi da ogni interferenza nei suoi affari interni e a rispettare la sua integrità territoriale. Si impegnarono a non chiedere concessioni ferroviarie, stradali, telegrafiche o minerarie e a non mandarvi rappresentanti. Si impegnarono, inoltre, a non trattare con il Tibet se non per l'intermediario del governo cinese.

### L'Afghanistan
Per l'Afghanistan, invece, si confermava il protettorato della Gran Bretagna. La Russia dichiarò che il Paese si trovava fuori dalla sua influenza, che si sarebbe servita di un intermediario inglese per i suoi contatti politici e che non avrebbe mandato agenti nel suo territorio. Dall'altro lato, la Gran Bretagna si impegnò ad esercitare la sua influenza sull'Afghanistan soltanto in senso pacifico e a non incoraggiare il governo di Kabul a prendere misure ostili alla Russia. Ciò perché San Pietroburgo riteneva molto deboli gli equilibri nei propri territori in Asia centrale. La Russia spuntò, inoltre, per i suoi commercianti nel Paese, le stesse agevolazioni godute dai commercianti britannici.

### La Persia
Più complesso fu l'accordo riguardo alla Persia, l'attuale Iran. Le due potenze si impegnarono a rispettarne l'indipendenza ma la divisero in due zone di influenza, separate da una zona neutra. Alla Russia andava la parte settentrionale con un cuneo verso il centro del Paese: da Kasri-Chirin (Qasr-e Shirin) a Isfahan, Iezd (Yazd), Khakh, fino all'intersezione delle frontiere russa e afghana.
Alla Gran Bretagna spettava, invece, la parte sud-orientale, così da riparare il Belucistan (all'epoca dell'India britannica) e da assicurare il controllo dello stretto per il golfo Persico. Il limite della zona era tracciato lungo la linea che andava dalla frontiera afghana a Gazik, passando per Bridgand (Birjand), Kerman, fino a Bender-Abbas (Bandar Abbas), sul golfo Persico. Nessuna delle due nazioni avrebbe potuto chiedere concessioni al governo persiano nella zona dell'altra.
In buona sostanza, la parte della Persia che dava accesso all'India era protetta contro la penetrazione russa, e la parte della Persia che dava accesso alla Russia era protetta contro la penetrazione britannica.
Nessuna delle due parti, invece, aveva preso in considerazione il petrolio persiano e fu per puro caso che gli inglesi si trovarono a potervi accedere.

### I Dardanelli

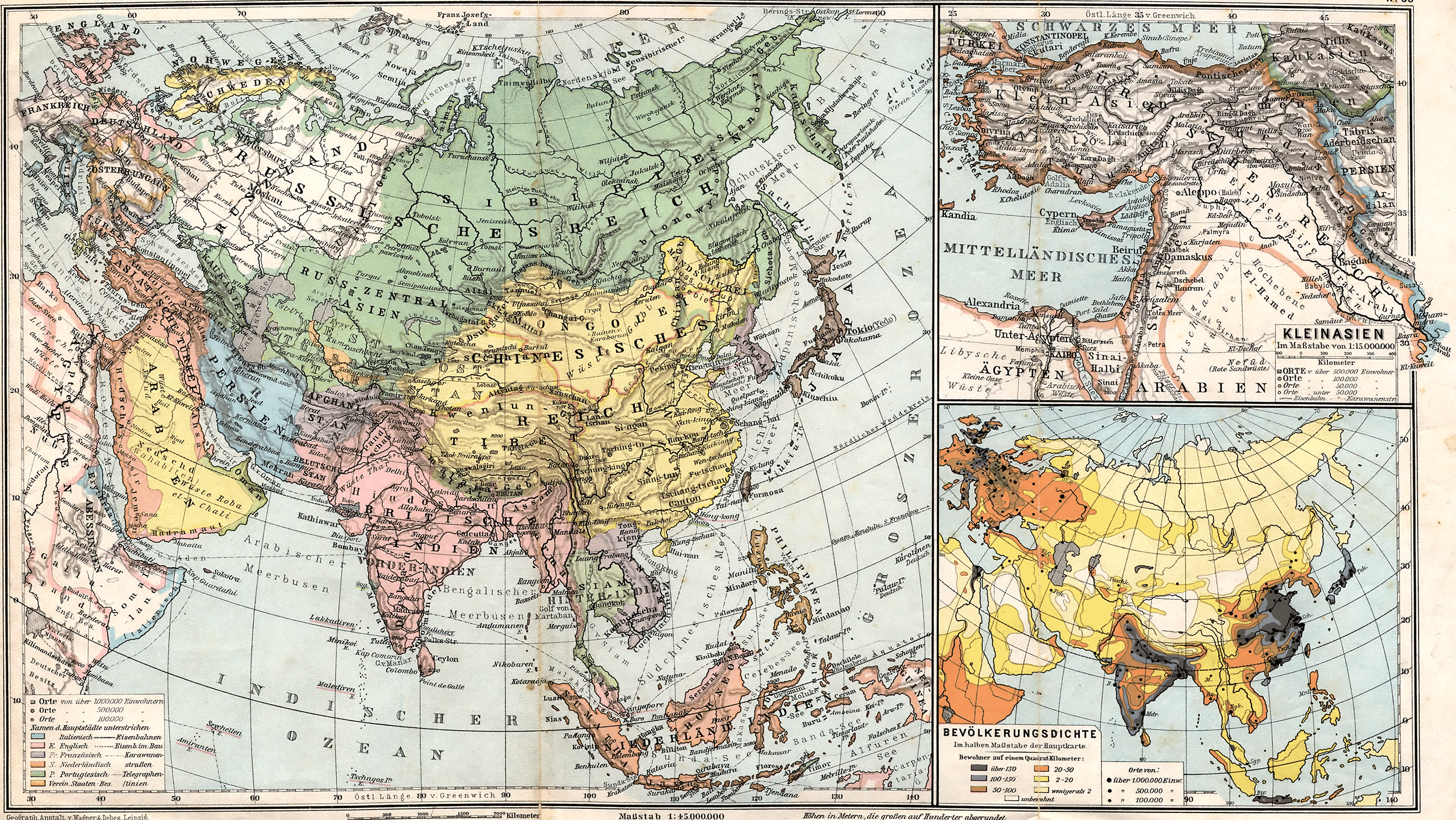
L'Asia nel 1905

Eyre Crowe del Ministero degli Esteri inglese, sostenne che «la finzione di una Persia unita e indipendente» doveva essere «sacrificata» pur di evitare qualsiasi «lite» con la Russia. Anche la secolare avversione di Londra all'espansione russa nei Dardanelli, per il bene dei buoni rapporti reciproci, poteva essere abbandonata. «Se le questioni asiatiche si sistemeranno favorevolmente», disse Edward Grey a Nicolson, «i russi non avranno guai con noi riguardo all'ingresso del Mar Nero», anche se Grey si rifiutò di dire con precisione quando.
Come parte dei negoziati, infatti, il ministro degli Esteri russo Izvol'skij aveva ottenuto dai britannici la vaga promessa di interessarsi a una revisione dei trattati che consentivano ai turchi di chiudere lo stretto dei Dardanelli alle navi da guerra di tutte le nazioni. C'era stato un precedente che riguradava proprio la Russia: qualche anno prima la Turchia le aveva opposto il rifiuto di aprire lo stretto durante la guerra russo-giapponese. Ciò aveva imbottigliato la flotta russa del Mar Nero contribuendo alla sconfitta di San Pietroburgo. Ancora meno probabile sarebbe stato in futuro un cedimento della Turchia durante conflitti che l'avrebbero interessata più da vicino. Comunque, la promessa di Londra di intercedere presso la Turchia per favorire la Russia sul passaggio dei Dardanelli rimase lettera morta.

## Le reazioni
In Germania, il cancelliere Bernhard von Bülow si rese conto che l'accordo avrebbe portato ad un cambiamento degli equilibri in Europa. Nelle sue memorie scrive:
«Nell'agosto 1907, fra l'Orso e la Balena, tra la Russia e l'Inghilterra, era stato concluso un accordo circa la ripartizione delle sfere d'influenza in Asia. [...] La convenzione era, in fondo, più favorevole ai russi che agli inglesi, e la soddisfazione che, dopo concluso l'accordo, ostentava Izvolskij, incline a vanità, non era infondata. Che questo accordo si stipulasse, era un fatto che dimostrava - e richiamai appunto su tale aspetto l'attenzione del Kaiser - che noi eravamo diventati per l'Inghilterra l'oggetto principale della sua gelosia e delle sue preoccupazioni e che essa era anche pronta a notevoli sacrifici, per garantirsi contro di noi».
Anche la destra inglese vicina a George Curzon la cui politica aggressiva come viceré dell'India britannica aveva costituito in passato uno degli ostacoli ad un accordo, sostenne che erano state fatte troppe concessioni e che questioni vitali, come gli interessi britannici nel Golfo Persico, non erano state affrontate. Ma anche a sinistra, molti radicali, influenzati dalla loro avversione ideologica per la Russia di Nicola II, fecero sentire le loro proteste. Nonostante tutto ciò, Edward Grey non incontrò grandi difficoltà a difendersi perché, come abbiamo visto, con l'accordo diventava possibile evitare l'aumento di spese per la difesa. Ma soprattutto perché l'intesa con la Russia mirava a neutralizzare un pericoloso focolaio di crisi in Asia centrale.